# Гуги

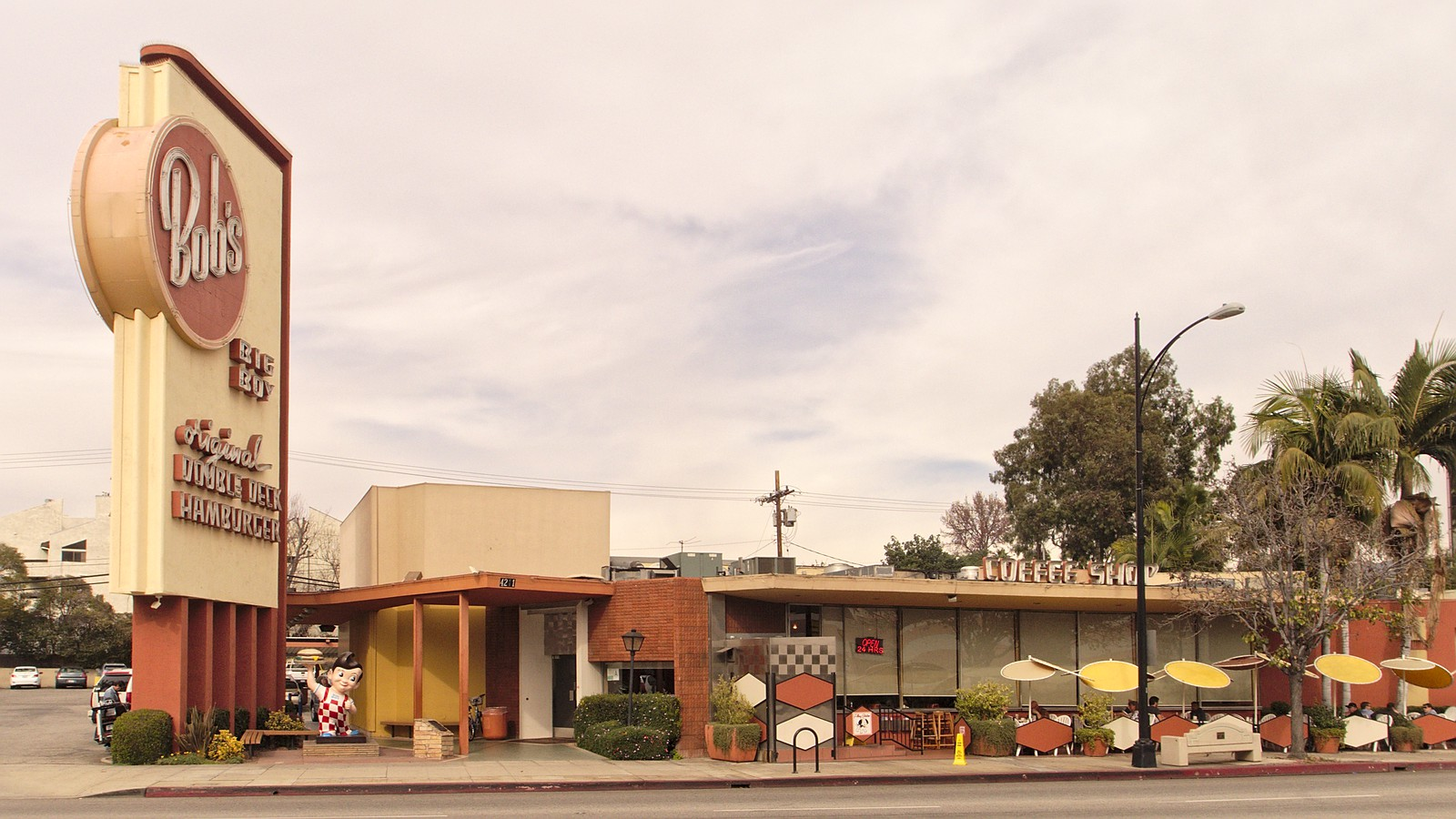
Один из первых примеров стиля — ресторан Bob’s Big Boy в Бербенке (архитектор Макаллистер, Уэйн, 1949)

Гуги (англ. Googie) — футуристичный стиль архитектуры и дизайна США, зародившийся на юге Калифорнии в конце 1940-х и сохранявший популярность на протяжении 15 лет. Альтернативные названия — популюкс (populux) и ду-воп (doo-wop).
Первыми примерами стилистики были заведения общепита, вывески отелей и драйв-инов. Американскую молодёжь 1950-х, которая выступала основным потребителем предметов в стиле «гуги», вдохновляло широкое распространение автомобилей и реактивной авиации, начало атомной и космической эры. Это было время, проникнутое безграничным оптимизмом.
Характерные черты: обилие неона и никеля, изогнутые формы. Широко использовались параболические, ракетообразные формы, атомы, орнамент в виде вспыхивающей звезды, бумеранги, летающие тарелки, обручи (хула-хупы) и прочие образы, передающие скорость, стремительность. В автомобильном дизайне превалирует так называемый «плавниковый стиль».
Уолт Дисней в 1955 году применил стиль гуги к новой секции «Диснейленда» под названием «Земля будущего». В утрированном виде эти тенденции присутствуют в комиксах и мультипликации (например, в «Джетсонах»).
В 1970-е и особенно в 1980-е годы многие ключевые заведения общепита в стиле гуги (как в Калифорнии, так и за её пределами) были переоборудованы или снесены. В середине 1980-х зародилось движение защитников стиля «гуги», которое добилось внесения особенно ценных сооружений в список архитектурных памятников.

## Галерея

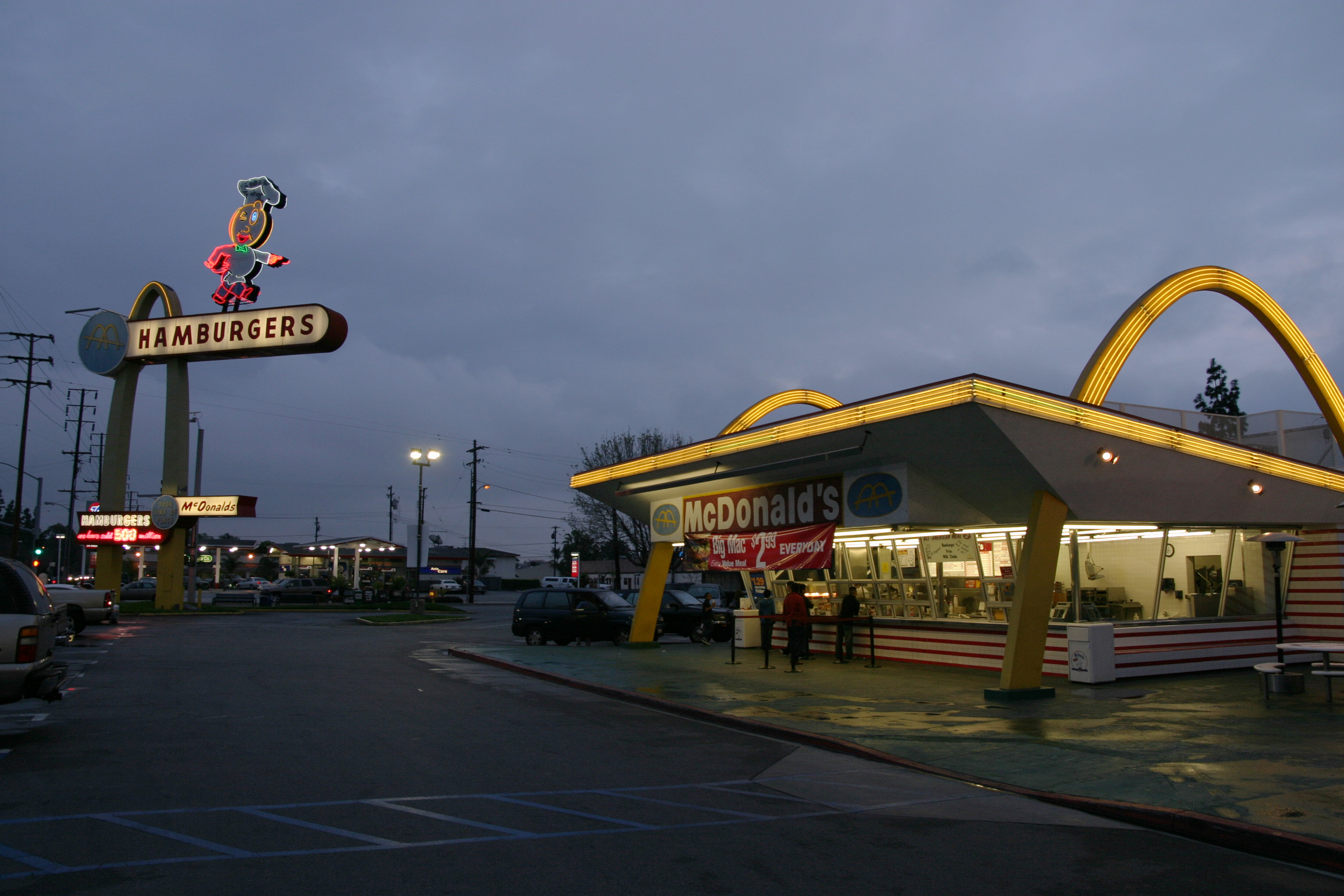
Первый ресторан сети McDonald's
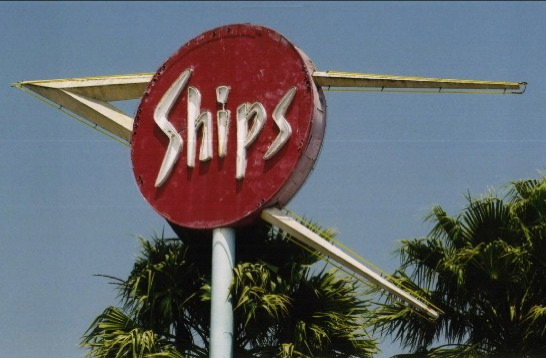
Дорожный указатель сети кофеен «Ships» в Лос-Анджелесе
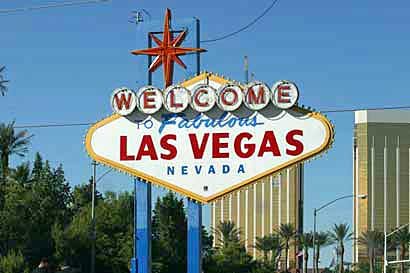
Знак «Добро пожаловать в Лас-Вегас»
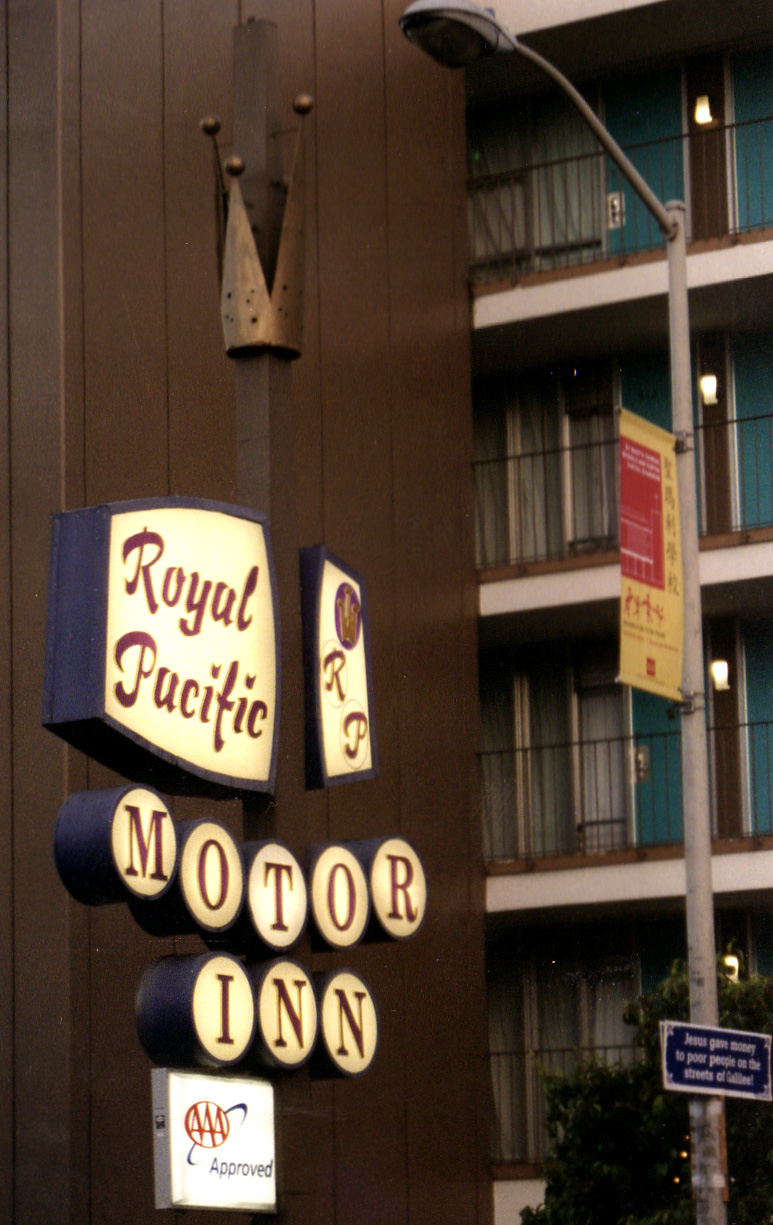
Вывеска мотеля в Сан-Франциско
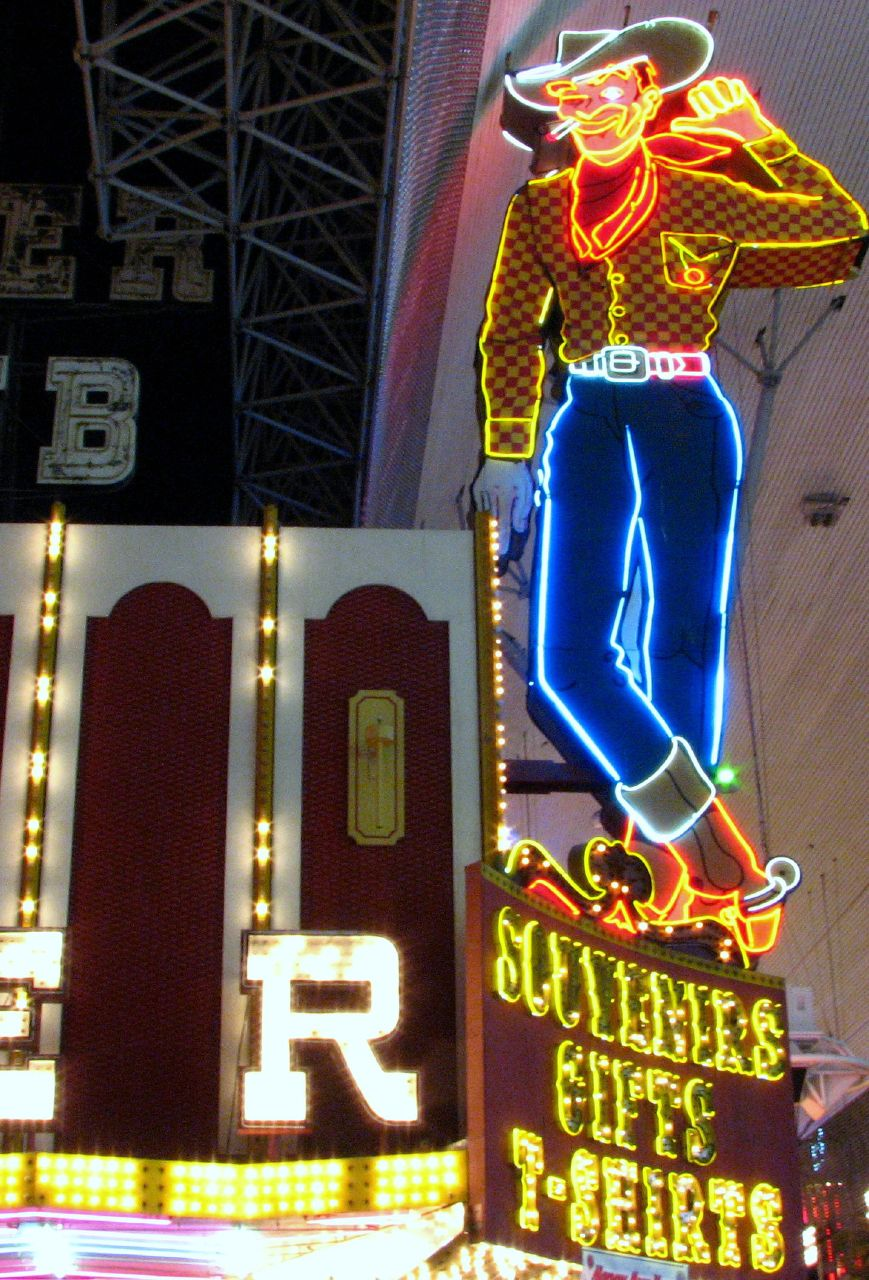
«Вик из Вегаса»
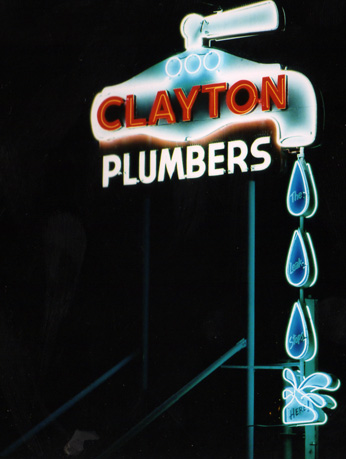
Неоновая вывеска на бульваре Вествуд в Лос-Анджелесе
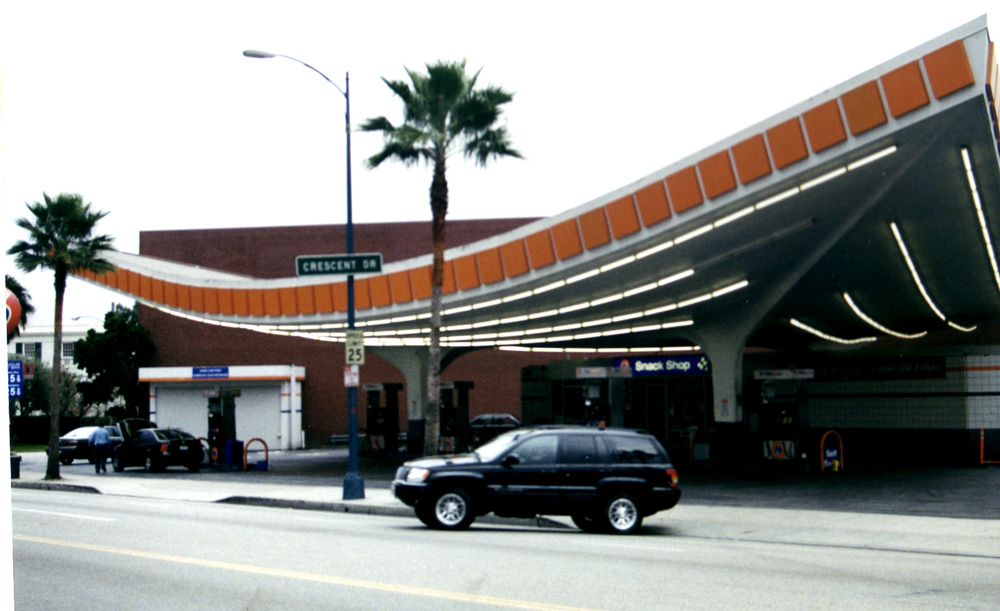
Заправка в Беверли-Хиллз
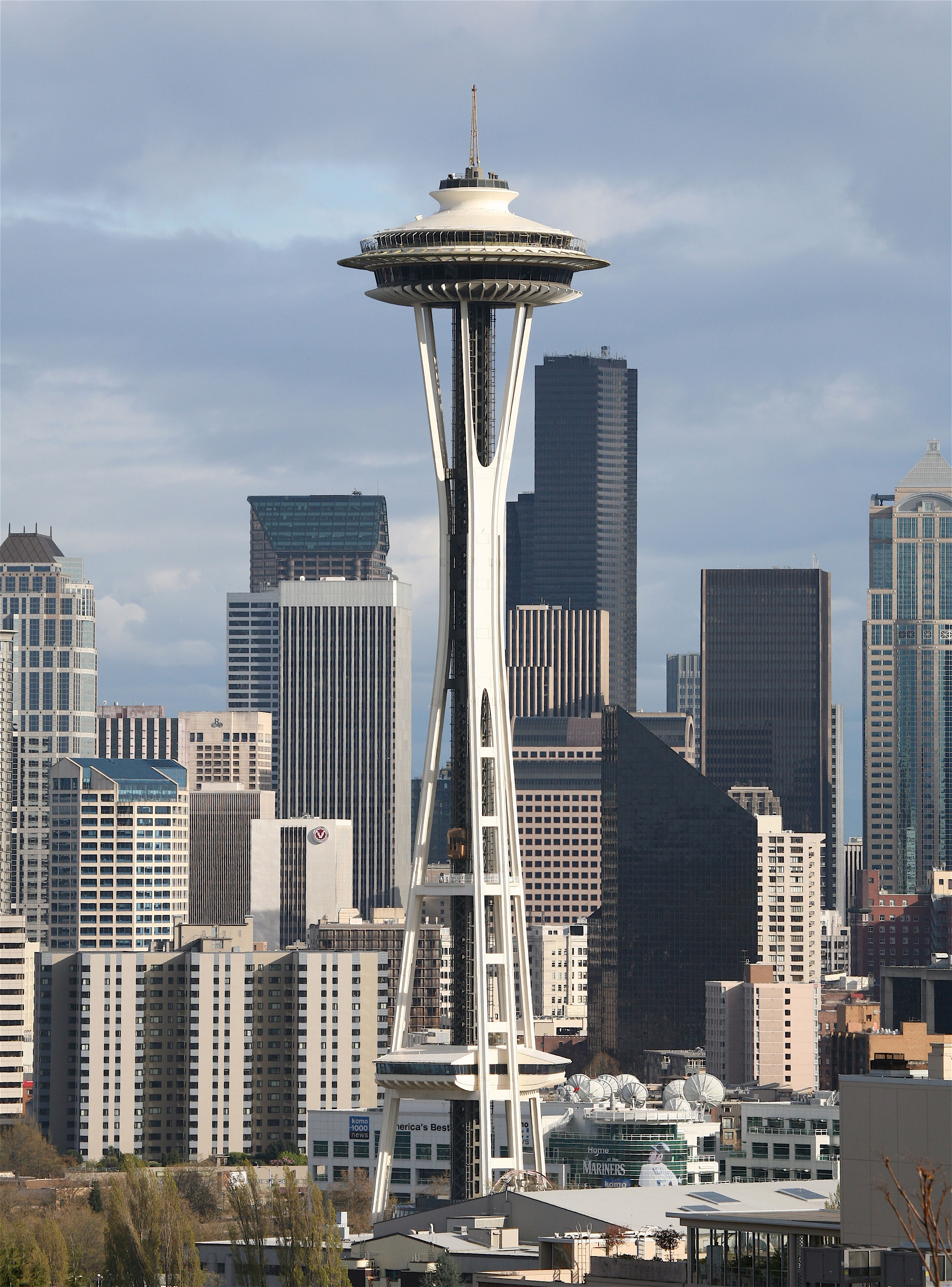
«Космическая игла» в Сиэтле
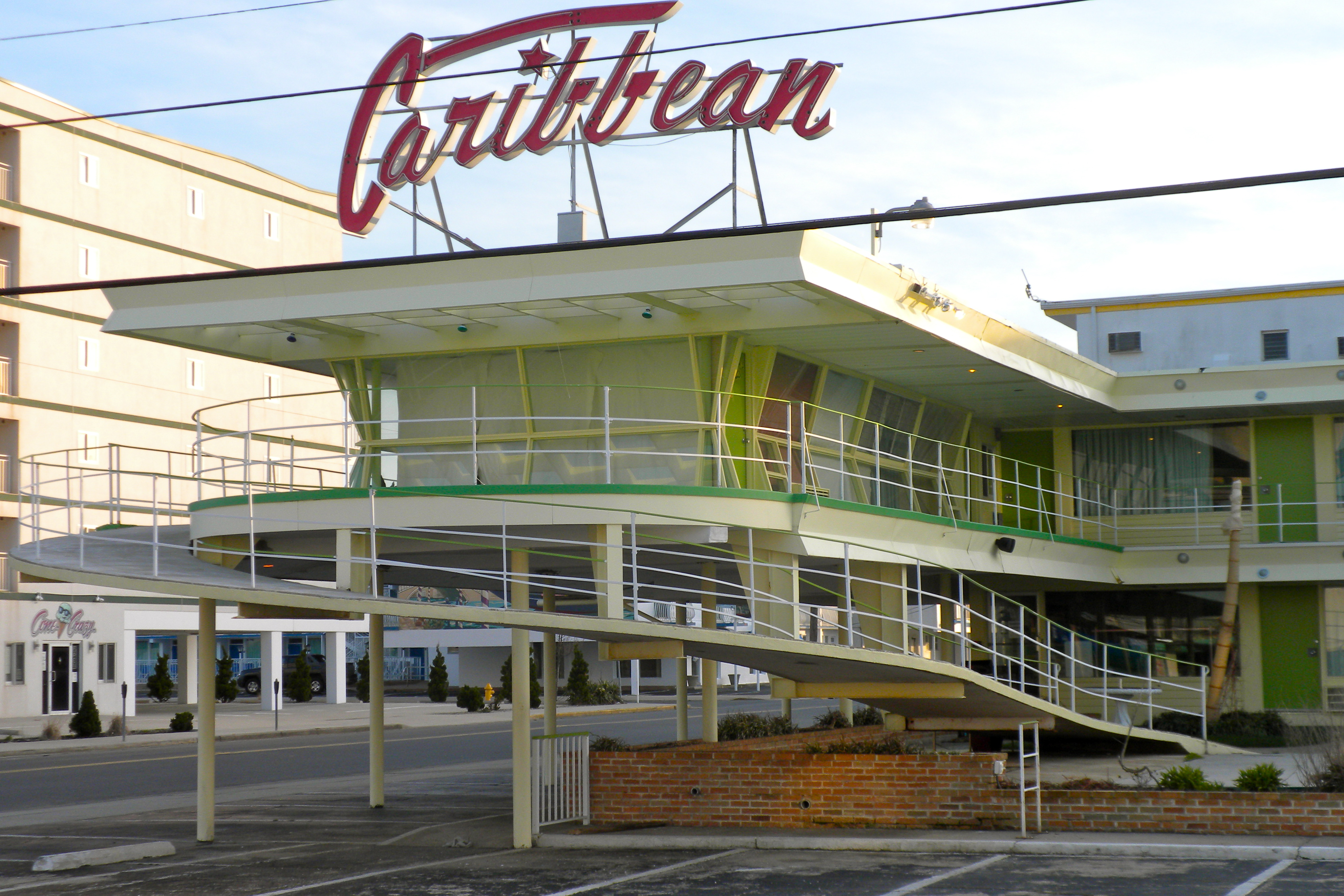
Мотель в Нью-Джерси
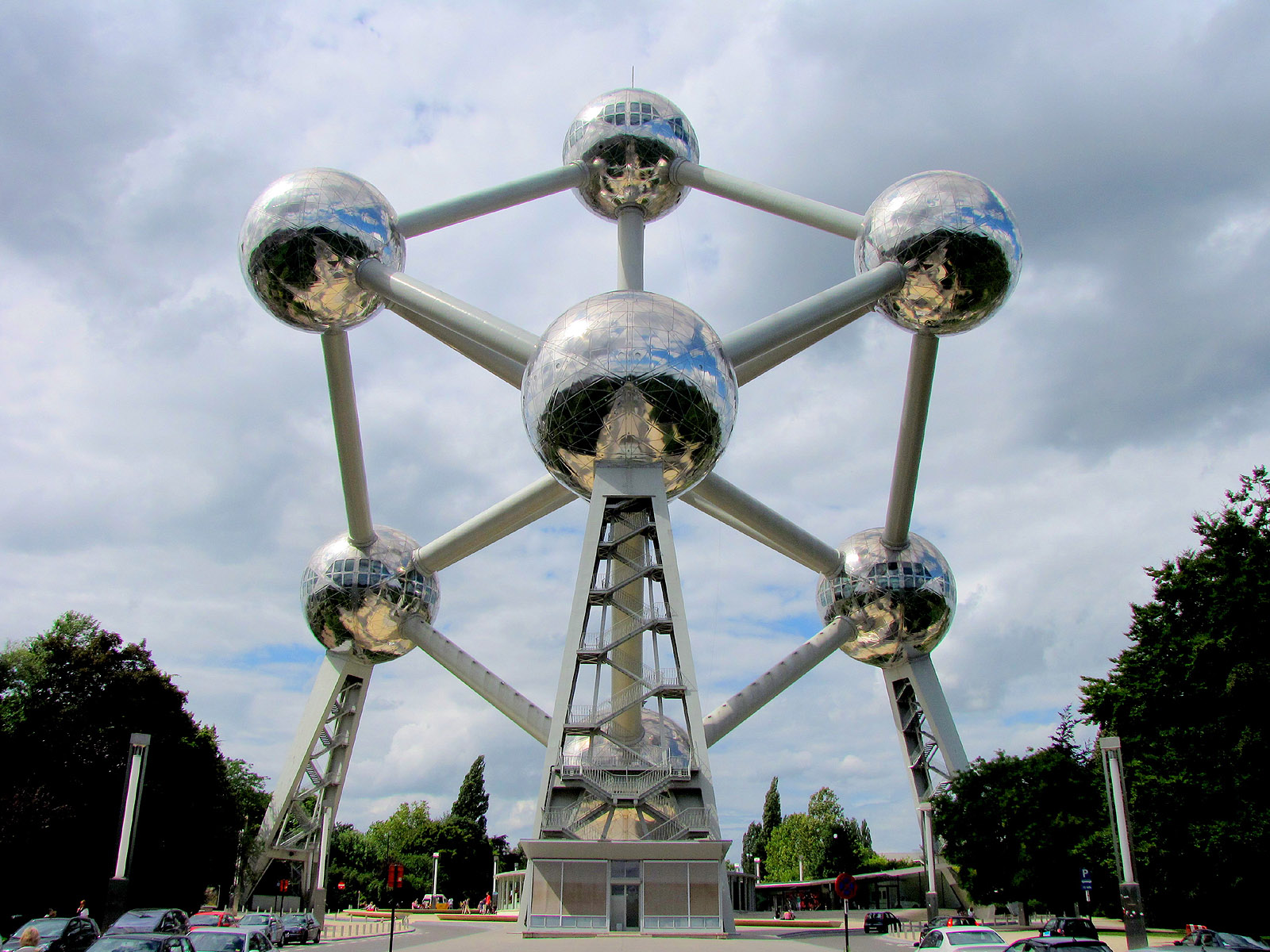
Атомиум в Брюсселе
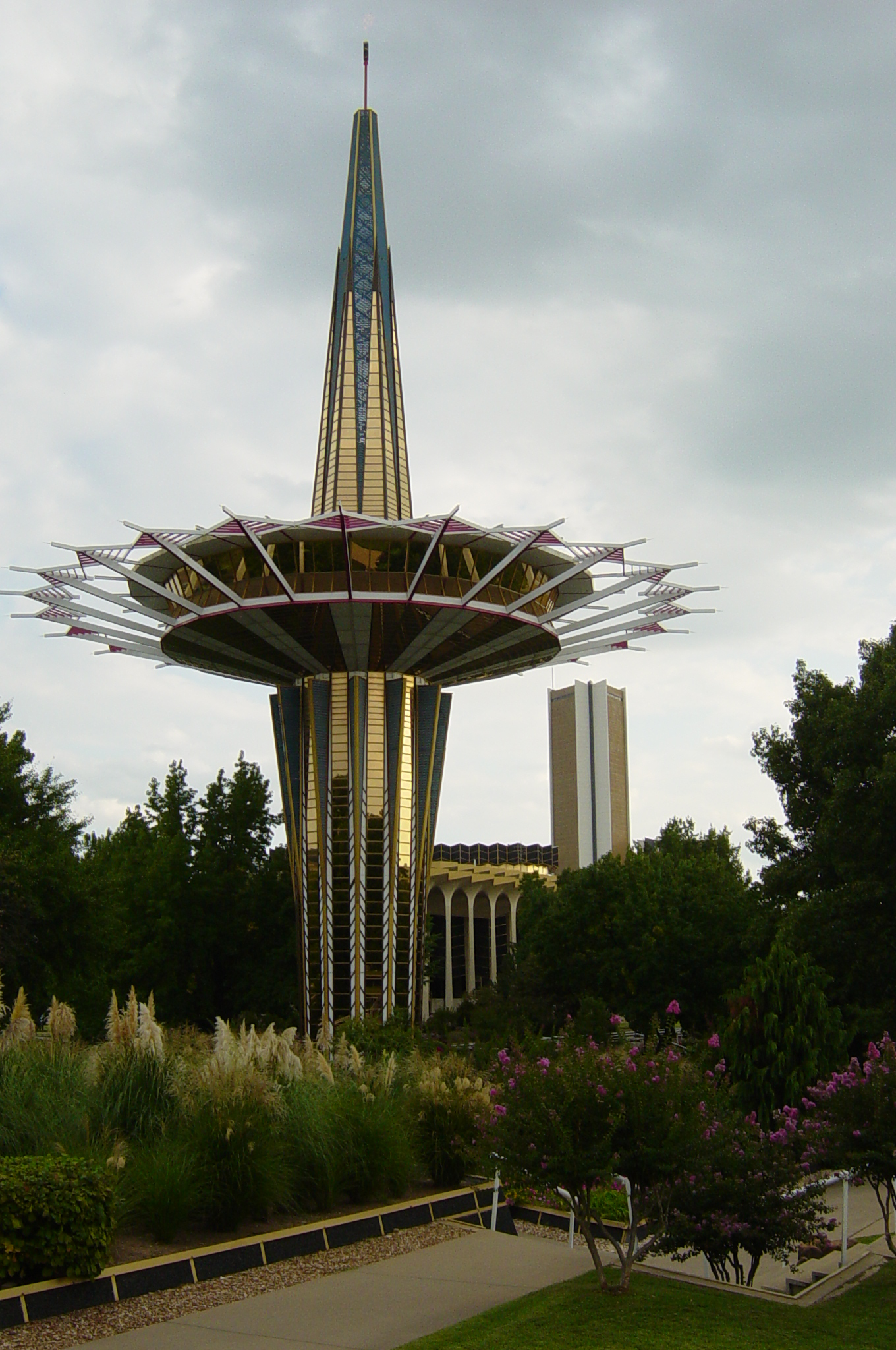
Молитвенная башня в г. Талса
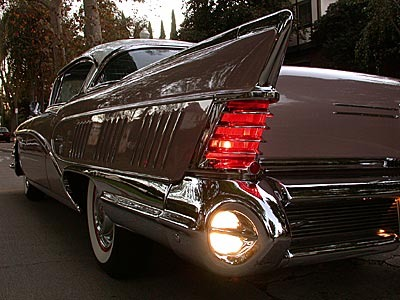
Автомобиль в плавниковом стиле

## Влияние
Термин «гуги» не принято применять к масштабным работам крупных архитекторов, особенно за пределами США, даже если стилистически они близки к «гуги».
Это относится к таким памятникам структурного экспрессионизма, как новый терминал для аэропорта имени Кеннеди, спроектированный Э. Саариненом. Модная тема НТР заявлена в брюссельском Атомиуме и иных новаторских архитектурных проектах, приуроченных к всемирным выставкам тех лет. Под влиянием тех же веяний появились вращающиеся рестораны на высоте.
Эстетика гуги продолжает оставаться востребованной в качестве одной из форм ретрофутуризма. В частности, к традициям гуги обращались в XXI веке создатели мультсериалов «Футурама» и «Джонни Браво».